# Желовь
Желовь — река в России, протекает в Калужской области. Правый приток Оки.

## География
Река Желовь берёт начало севернее деревни Крутые Верхи. Течёт на запад, пересекает автодорогу Р-92. На реке расположены населённые пункты Францевы Дворы, Ильинка, Желовь, Голчань и Киреево. Основные притоки: Мужач, Беленькая и Сушка. Устье реки находится у деревни Андреевское в 1142 км по правому берегу реки Ока. Длина реки составляет 32 км, площадь водосборного бассейна — 217 км².

## Данные водного реестра
По данным государственного водного реестра России относится к Окскому бассейновому округу, водохозяйственный участок реки — Ока от города Белёв до города Калуга, без рек Упа и Угра, речной подбассейн реки — бассейны притоков Оки до впадения Мокши. Речной бассейн реки — Ока.
Код объекта в государственном водном реестре — 09010100512110000020407.